# Ingleby
Ingleby este o companie deținută de familia miliardară daneză Rausing.
În România compania deține 7.300 hectare de teren agricol și aproape 4.200 hectare de teren forestier după mai multe achiziții succesive.